# Langston Hughes
Pour les articles homonymes, voir Hughes.
Langston Hughes (1er février 1901 — 22 mai 1967) est un américain, poète, romancier, nouvelliste, dramaturge, librettiste, éditorialiste, traducteur et militant du mouvement des droits civiques. Il fut une figure majeure du mouvement culturel afro-américain dit de la Renaissance de Harlem.

## Biographie

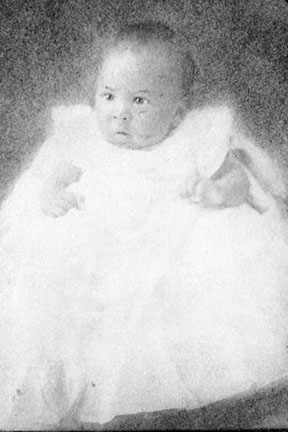
Langston Hughes bébé en 1902.

### Jeunesse et formation
De son vrai nom, James Mercer Langston Hughes, Langston Hughes naît à Joplin dans le Missouri d'une mère professeure, Carrie Langston Hughes et de James Nathaniel Hughes. Après son divorce, le père de Langston Hughes émigre dans un premier temps à Cuba puis à Mexico en raison du racisme qu'il subit aux États-Unis. Après la séparation de ses parents, le jeune Hughes quitte le domicile familial pour aller vivre chez une de ses grand-mères, Mary Langston à Lawrence dans le Kansas. Mary insiste énormément auprès de Hughes  sur la fierté raciale du peuple noir. Après la mort de sa grand-mère, il vit avec des amis de la famille, James et Mary Reed pendant deux ans. Cette période de la vie de Hughes  ne se révèle pas heureuse, bien qu'elle influencera considérablement le poète en devenir, en raison notamment d'une vie agitée. Plus tard, il rejoint sa mère, qui s'est entre-temps remariée, à Lincoln dans l'Illinois pour finalement s'installer à Cleveland dans l'Ohio où il suit son enseignement secondaire.

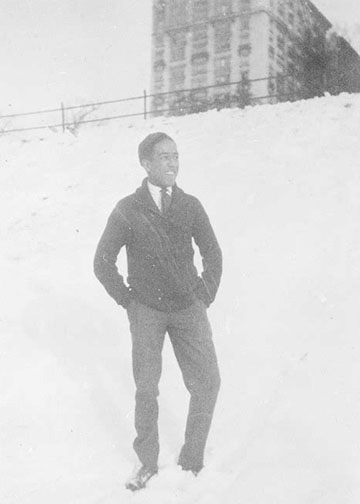
Langston Hughes à Cleveland (Ohio) à la fin des années 1910.

À son école de Cleveland, Langston Hughes participe au journal étudiant et écrit ses premières nouvelles, poésies et pièces de théâtre. C'est durant cette période qu'il découvre son amour pour les livres. Parmi les références du jeune poète figurent le poète américain Paul Laurence Dunbar ou encore le poète d'origine suédoise Carl Sandburg. En 1919, il rejoint son père à Mexico pour une courte période caractérisée par des tensions entre les deux hommes qui l'amène à faire plusieurs tentatives de suicide. Après avoir terminé son enseignement secondaire en juin 1920, il retourne voir son père afin de convaincre celui-ci de financer ses études à l'université Columbia. Or, les points de vue des deux hommes divergent : tandis qu'il se voit écrivain, son père espère voir son fils suivre une carrière d'ingénieur. Malgré cela, les deux hommes arrivent à se mettre d'accord, et il est décidé que Langston Hughes étudiera à Columbia aussi longtemps qu'il poursuivra en parallèle des études d'ingénierie. Ses études à Columbia se révèlent relativement concluantes bien qu'il décide en 1922 de quitter l'institution ayant subi entre autres le racisme de ses camarades et de ses professeurs. Sorti de son université, il privilégie les joies de la rue de Harlem à sa scolarité.

### Carrière
Pour vivre, Langston Hughes cumule donc les petits métiers comme celui d'équipier sur le S.S Malone qui sillonne durant l'année 1923 les côtes de l'Afrique occidentale et de l'Europe. Il effectue un court séjour à Rotterdam et Paris. Sans ressource, dans la capitale française, il y trouve un emploi temporaire de plongeur dans la cuisine d'un club de musique. « Finalement, j'ai trouvé un job », raconte-t-il ultérieurement à un journaliste. « C'était au Grand-duc, rue Pigalle, où Ada Smith, que tout le monde appelait Brick-top, attirait chaque soir Maurice Chevalier ou Louis Aragon, Joséphine Baker ou Isadora Duncan. Moi, j'étais à l'écart. Je lavais la vaisselle. Mais j'écoutais et je regardais. L'orchestre avait Buddy Gilmore comme batteur. Et j'encaissais cette musique sans jamais me lasser. Le jazz me frappait brutalement et je n'avais qu'à ouvrir les yeux pour voir comment les autres - des Blancs - l'accueillaient. Je vivais dans le jazz. Sur des bouts de papier j'inscrivais quelques phrases, des images directement venues du jazz, dont elles avaient le rythme. Le lendemain, je relisais ce que j'avais écrit. Si cela ne me plaisait pas je jetais le papier. Toute ma poésie était inspirée du jazz, était du jazz.. ». Il retourne ensuite à Washington où il rejoint sa mère. De nouveau, il cumule les petits boulots avant de devenir l'assistant du professeur Carter G. Woodson à l'Association for the Study of African American Life and History. Non content des contraintes imposées par le professeur Woodson, il passe son temps à écrire. Il quitte finalement son emploi pour celui de serveur dans un hôtel où il fait la rencontre du poète Vachel Lindsay. Impressionné par les quelques poèmes que Langston Hughes veut bien lui montrer, Vachel souhaite les voir publier, bien que certains des poèmes aient été déjà publiés dans divers magazines et son premier recueil en voie de finalisation.
Ses études à l'université Lincoln en Pennsylvanie, qu'il débute à la fin des années 1920, se voient récompensées en 1943 par l'obtention de l'équivalent américain du doctorat en littérature. Grand voyageur, il multiplie aussi les expéditions à travers le monde bien que se sentant profondément harlémois dans son cœur.

### Vie personnelle
L'orientation sexuelle de Langston Hughes fait l'objet de débats. Le film Looking for Langston s'inspire de certains de ses poèmes non publiés pour mettre en scène la vie des homosexuels noirs durant la Renaissance de Harlem.
Langston Hughes décède à l'âge de 65 ans, le 22 mai 1967 à New York des suites d'un cancer de la prostate. Ses cendres ont été dispersées à proximité du Arthur Schomburg Center for Research in Black Culture.

## Regards sur son œuvre
Faisant ses débuts d'écrivain en tant que journaliste pour le journal officiel du NAACP, The Crisis, Langston fait publier en 1926 son premier recueil de poèmes The Weary Blues dont est extrait l'un de ses poèmes les plus célèbres : The Negro Speaks Of Rivers ou Le Nègre parle des fleuves dont voici une traduction libre :
J'ai connu des fleuves :
J'ai connu des fleuves anciens comme le monde et plus vieux
que le flux du sang humain dans les veines humaines.
Mon âme est devenue aussi profonde que les fleuves..
Je me suis baigné dans l'Euphrate quand les aubes étaient neuves.
J'ai bâti ma hutte près du Congo et il a bercé mon sommeil.
J'ai contemplé le Nil et au-dessus j'ai construit les pyramides.
J'ai entendu le chant du Mississippi quand Abe Lincoln descendit
à la Nouvelle-Orléans, et j'ai vu ses nappes boueuses transfigurées
en or au soleil couchant.
J'ai connu des fleuves :
Fleuves anciens et ténébreux.
Mon âme est devenue aussi profonde que les fleuves..
Acteur majeur du mouvement culturel de la Renaissance de Harlem qui verra émerger toute une série d'artistes afro-américains, il écrira en 1926 dans l'hebdomadaire politique américain The Nation le texte The Negro Artist and the Racial Mountain que beaucoup considèrent comme le manifeste de l'engagement artistique noir. Traduction libre :
Les jeunes artistes Nègres créent aujourd'hui dans le but de s'exprimer
notre propre peau noire, à notre manière, sans peur, ni honte
Si les Blancs sont satisfaits, nous sommes ravis. S'ils ne le sont pas
ça n'a pas d'importance. Nous savons que nous sommes beaux. Et laids à la fois.
Le tom-tom pleure, et le tom-tom rit. Si les gens de couleurs
sont satisfaits, nous sommes ravis. S'ils ne le sont pas, leur mécontentement
importe peu non plus. Nous construisons nos temples pour demain,
forts comme nous savons comment, et nous sommes devant la montagne
libres à l'intérieur de nous.
Langston Hughes dépeint dans ses œuvres la vie des prolétaires noirs partagée entre joies, désillusions, espoir, etc. le tout teinté de jazz et de blues. Ainsi, il dira plus tard : « J'ai cherché à comprendre et à décrire la vie des noirs aux États-Unis et d'une manière éloignée, celle de tout humain ». Par son travail, il a cherché à montrer l'importance d'une « conscience noire » et d'un nationalisme culturel qui unit les hommes plutôt que les oppose. Cette fierté a par la suite été reprise par de nombreux hommes de lettres comme Jacques Roumain, Nicolás Guillén, Léopold Sédar Senghor ou encore Aimé Césaire[réf. nécessaire].

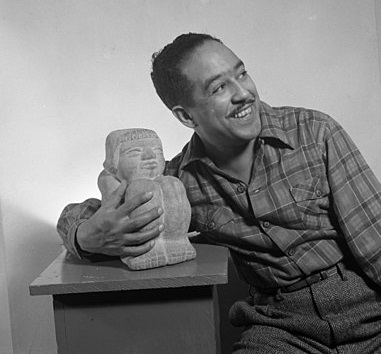
Langston Hughes, photographié par Gordon Parks, 1943, Library of Congress.

Après la publication de multiples recueils de poésies, de pièces de théâtre, d'essais ou encore de scénarios pour le cinéma, il entreprend la rédaction de deux autobiographies sur les encouragements de ses amis : The Big Sea qui sera traduit en français sous le titre Les Grandes Profondeurs par les éditions Pierre Seghers en 1947 et I Wonder as I Wander, celui-là non traduit.
Dans les années 1950-1960, la popularité de Langston Hughes parmi les auteurs afro-américains a décliné en même temps que celle-ci s'est accrue à travers le monde. Il lui a été reproché de n'avoir pas modernisé son discours de la « fierté noire » par rapport à l'évolution de la condition des noirs aux États-Unis qui s'est améliorée à cette période. Néanmoins, il reste un modèle pour bon nombre d'écrivains.

## Œuvre

### Recueils de poésies
- (en-US) The Collected Works of Langston Hughes, vol 1 : The Poems 1921-1940, University of Missouri Press, 18 juin 2001, 302 p. (ISBN 9780826213396, lire en ligne),
- (en-US) The Collected Works of Langston Hughes, vol. 2 : The Poems  1941-1950, University of Missouri Press, 18 juin 2001, 320 p. (ISBN 9780826213402, lire en ligne),
- (en-US) The Collected Works of Langston Hughes, vol. 3 : The Poems 1951-1967, University of Missouri Press, 18 juin 2001, 358 p. (ISBN 9780826213419, lire en ligne),
- (fr) Langston Hugues : poète jazz, poète blues, 2009, Ecole Normale Supérieure, ENS Editions
- (fr) FEU !!! Harlem 1926, 2017, (Langston Hughes, Zora Neale Hurston, Gwendolyn Bennett, Aaron Douglas, Richard Bruce, Wallace Thurman), Ypsilon éditeur
- (fr) Mes beaux habits au clou, 2019, Éditions Joca Seria
- (fr) La Panthère et le fouet: Poèmes de notre temps, 2021, Ypsilon éditeur

### Romans et recueils de nouvelles
- (en-US) Not Without Laughter, Knopf, 1930, rééd. 1988, 1995, 2021, 308 p. (ISBN 9780020209850, lire en ligne),
- (en-US) The Best of Simple, Hill and Wang, 1961, rééd. 1990, 2015, 260 p. (ISBN 9780374521332, lire en ligne), (fr) L’Ingénu de Harlem,1967, Robert Laffont, collection Pavillons, traduction de Francis-Joachim Roy,
- (en-US) The Collected Works of Langston Hughes, vol 4 : The Novels: Not Without Laughter and Tambourines to Glory, University of Missouri Press, juin 2001, 352 p. (ISBN 9780826213426, lire en ligne),
- (en-US) The Collected Works of Langston Hughes, vol 7 : The Early Simple Stories, University of Missouri Press, janvier 2002, 490 p. (ISBN 9780826213709),
- (en-US) The Collected Works of Langston Hughes, vol 8 : The Later Simple Stories, University of Missouri Press, mai 2002, 376 p. (ISBN 9780826214096, lire en ligne),
- (en-US) The Collected Works of Langston Hughes, vol 15 : The Short Stories, University of Missouri Press, 31 août 1996, rééd. 1 juillet 2002, 456 p. (ISBN 9780826214119, lire en ligne)
- (fr) Histoires de blancs, 2023, (recueil de nouvelles) Les Lapidaires éditions

### Littérature pour enfants
- (en-US) Thank You, M'am, Creative Education, décembre 1991, rééd. 1 août 2014, 40 p. (ISBN 9781623236212, lire en ligne),
- (en-US) The Collected Works of Langston Hughes, vol 11 : Works for Children and Young Adults: Poetry, Fiction, and Other Writing, University of Missouri Press, 11 septembre 2003, 420 p. (ISBN 9780826214980),
- (en-US) The Collected Works of Langston Hughes, vol 12 : Works for Children and Young Adults, University of Missouri Press, 1er novembre 2001, 342 p. (ISBN 9780826213723, lire en ligne),

### Autobiographie
- (en-US) Autobiography: I Wonder as I Wander, University of Missouri, 1956, rééd. 1 février 2003, 456 p. (ISBN 9780826214348, lire en ligne),
- (fr) The Big Sea : une autobiographie, 2021, Editions Seghers, 2022, Points récits

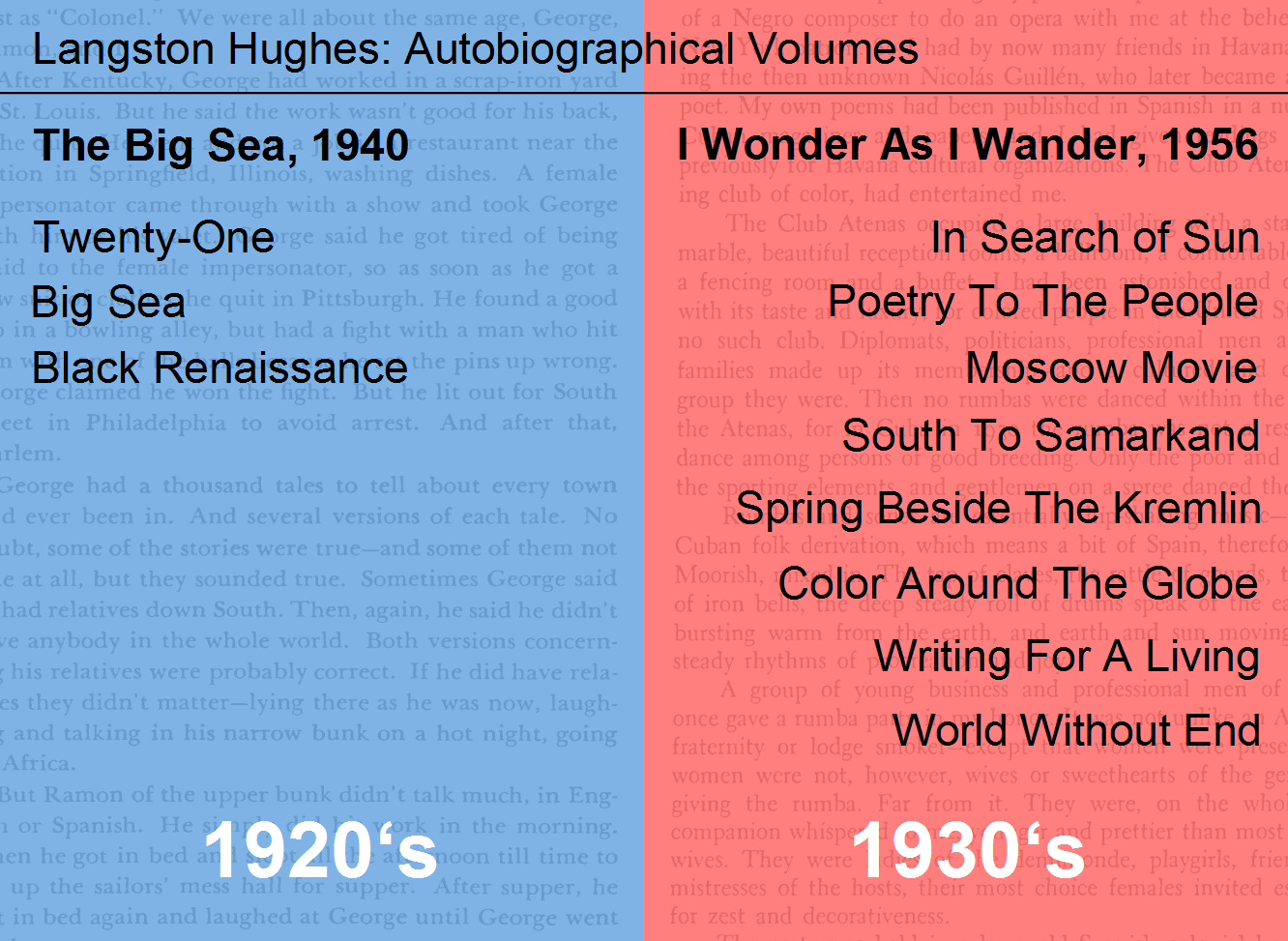
Les deux volumes autobiographiques de Langston Hughes.

### Essais
- (en-US) Fight for Freedom Story of the Naacp, W.W. Norton & Company, 1 janvier 1962, rééd. 1 janvier 2000, 240 p. (ISBN 9780393074253, lire en ligne),
- (en-US) The Collected Works of Langston Hughes, vol 9 :  Essays on Art, Race, Politics, and World Affairs, University of Missouri Press, avril 2002, 656 p. (ISBN 9780826213945, lire en ligne),
- (en-US) The Collected Works of Langston Hughes, vol 10 : Fight for Freedom and Other Writings on Civil Rights, University of Missouri Press, septembre 2001, 304 p. (ISBN 9780826213716, lire en ligne),
- (fr) Le livre du Jazz, 2022, Ypsilon éditeur (édition illustrée)

### Pièces de théâtre
- (en-US) The Collected Works of Langston Hughes, vol. 5 : The Plays to 1942 (Mulatto to The Sun Do Move), University of Missouri Press, janvier 2002, 678 p. (ISBN 9780826213693, lire en ligne),
- (en-US) The Collected Works of Langston Hughes, vol. 6 : Gospel Plays, Operas, and Later Dramatic Works, University of Missouri Press, 2004, rééd. 8 octobre 2018, 720 p. (ISBN 9780826214775, lire en ligne)

### Correspondance
- (en-US) Remember Me to Harlem: The Letters of Langston Hughes and Carl Van Vechten, Vintage Books, 2001, rééd. 5 février 2002, 404 p. (ISBN 9780375727078, lire en ligne),
- (en-US) Arnold Rampersad (dir.), Selected Letters of Langston Hughes, Knopf, 10 février 2015, 488 p. (ISBN 9780375413797, lire en ligne),

### Compilations d'œuvres de L. Hughes
- (en-US) The Langston Hughes Reader, George Braziller Inc., 17 avril 1958, 520 p. (ISBN 9780807600573, lire en ligne),

### Anthologies
- (en-US) The Book Of Negro Humor, Doss, Mead, and Company, juin 1958, rééd. 1966, 296 p. (ISBN 9780396052524, lire en ligne),
- (en-US) An African Treasury - Articles, Essays, Stories, Poems, By Black Africans, Crown Publishers, 1er janvier 1960, 232 p. (ISBN 9780517027943, lire en ligne),

## Hommage dans la culture

### Films
- Looking for Langston d'Isaac Julien (1989)

### Essais
- (en-US) James A. Emanuel, Langston Hughes, MacMillan Publishing Company, 28 juin 1967, 200 p. (ISBN 9780805703887, lire en ligne),
- (en-US) Alice Walker, Langston Hughes: American Poet, Amistad, 1974, rééd. 24 décembre 2001, 48 p. (ISBN 9780060215187, lire en ligne),
- (en-US) Richard Barksdale, Langston Hughes, American Library Association, 28 octobre 1977, 174 p. (ISBN 9780838902370, lire en ligne),
- (en-US) Edward J. Mullen, Critical Essays On Langston Hughes, Thorndike Press /  G.K. Hall, 1er mars 1986, 224 p. (ISBN 9780816186976, lire en ligne),
- (en-US) Jack Rummel, Langston Hughes: Poet, Chelsea House Publications, 1987, rééd. 1 mars 2005, 124 p. (ISBN 9780791083703, lire en ligne),
- (en-US) Harold Bloom, Langston Hughes, Chelsea House Publications, 1 novembre 1987, rééd. 2002, 168 p. (ISBN 9780791078105, lire en ligne),
- (en-US) Montrew Dunham (ill. Robert Doremus), Langston Hughes: Young Black Poet, Aladdin Paperbacks, 1er août 1995, 196 p. (ISBN 9780689717871, lire en ligne),
- (en-US) Christine M. Hill, Langston Hughes: Poet of the Harlem Renaissance, Enslow Publishers, 1997, rééd. 3 décembre 2005, 136 p. (ISBN 9780894908156, lire en ligne),
- (en-US) Tish Dace (dir.), Langston Hughes: The Contemporary Reviews, Cambridge University Press-USA, 13 mai 1997, 792 p. (ISBN 9780521381482, lire en ligne),
- (en-US) Jodie A. Shull, Langston Hughes: Life Makes Poems, Enslow Publishers, 1er juin 2006, 136 p. (ISBN 9780766024687, lire en ligne),
- (en-US) Karen Bush Gibson, Langston Hughes (Poets & Playwrights), Mitchell Lane Publishers, 1er février 2007, 120 p. (ISBN 9781584154310, lire en ligne),
- (en-US) Jennifer Joline Anderson, Langston Hughes, Core Library, 1er janvier 2013, 56 p. (ISBN 9781617837180, lire en ligne),
- (en-US) S.L. Berry, Langston Hughes (Voices in Poetry), Creative Paperbacks, 27 janvier 2015, 56 p. (ISBN 9781628320558, lire en ligne),
- (fr) Harlem Blues: Langston Hughes et la poétique de la Renaissance afro-américaine, 2014, Edition L'Harmattan
- (fr) Langston Hughes et la renaissance de Harlem: Emergence d'une voix noire américaine, 2018, Edition L'Harmattan

### Articles
- (en-US) Arthur P. Davis, « The Harlem of Langston Hughes' Poetry », Phylon (1940-1956), Vol. 13, No. 4,‎ 1952, p. 276-283 (8 pages) (lire en ligne),
- (en-US) Jonathan Scott, « Advanced, Repressed, and Popular: Langston Hughes during the Cold War », College Literature, Vol. 33, No. 2,‎ printemps 2006, p. 30-51 (22 pages) (lire en ligne),